# Шпетний Павло Іванович
Павло Іванович Шпетний (біл. Павел Іванавіч Шпетны; 1913, Гдень Мінської губернії — 13 липня 1943, Курська область) — командир взводу протитанкових рушниць 284-го гвардійського стрілецького полку 95-ї гвардійської стрілецької дивізії, гвардії старший лейтенант. Герой Радянського Союзу.

## Біографічні відомості
Народився в 1913 році в селі Гдень (нині - Брагінського району Гомельської області Республіки Білорусь).
У Червоній армії з 1936 року. У 1939 році закінчив Слуцьке військове піхотне училище. Учасник Другої світової війни з липня 1941 року. З 1941 по 1942 рік воював на Західному фронті, брав участь в Смоленській оборонній битві і Московській битві. Воював на Сталінградському фронті, учасник Сталінградської битви.
У боях за висоту 226,6  на південний захід від села Полежаєв 12 і 13 липня 1943 року через протитанкової рушниці підбив шість танків. 13 липня із зв'язкою протитанкових гранат атакував танк і підірвав його. Загинув. Похований в братській могилі в селі Карташовка Прохоровського району, нині Бєлгородської області.
За мужність і героїзм, проявлені на фронті боротьби з загарбниками, Указом Президії Верховної Ради СРСР від 10 січня 1944 гвардії старшому лейтенанту Шпетний Павлу Івановичу присвоєно звання Героя Радянського Союзу. Також нагороджений орденом Леніна.

## Пам'ять
Іменем П.І. Шпетного названі:
- Поле, на якому здійснив подвиг і загинув П.І. Шпетний - «Поле Шпетного»;
- Одна з вулиць в Брагіні;
- Школа в селі Гдень;
- Річковий пасажирський теплохід в Білорусі (з 1992).

встановлено:
- Бюст П.І. Шпетного - в селі Прелестне (Прохоровський район);
- Меморіальний знак - на полі Шпетного.